# Space Dogs
Space Dogs (ryska: Белка и Стрелка. Звёздные собаки) är en rysk 3D-datoranimerad spelfilm. Den hade premiär i Ryssland den 18 mars 2010 och i Sverige den 30 maj 2012.

## Handling
Belka är en artisthund på en cirkus i Moskva som en dag hamnar på gatan långt borta från sin cirkus och träffar på gatuhunden Strelka. Tillsammans blir dom tillfångatagna av en hundfångare som skickar dom vidare till det ryska rymdprogrammet som tränar upp dom för att flyga ut i rymden.

## Rollista
| Roll               | Rysk originalröst | Svensk röst              |
| ------------------ | ----------------- | ------------------------ |
| Belka              | Anna Bolsjova     | Jenny Wåhlander          |
| Strelka            | Jelena Jakovlena  | Simona Holmström         |
| Lenny (Venja)      | Jevgennij Mironov | Johan Reinholdsson       |
| Kazbek             | Sergej Garmasj    | Fredrik Hiller           |
| Pusjinka (Pusjok)  | Ruslan Kulesjov   | Mikaela Tidermark Nelson |
| Papegojan Karlusja | Vladimir Dovzjik  | Anders Öjebo             |
| Bulldog            | Nina Sjmelkova    | Stina Eriksson           |

- Översättning – Lasse Karpmyr
- Tekniker / regi – Christian Jernbro, Mattias Söderberg, Andreas Eriksson
- Svensk version producerades av KM Studio[1]